# Бегінаж
Беґінаж (фр. béguinage) або беґінгоф (нід. begijnhof, двір бегінок або дворовий бегінаж) — це напівмонаша жіноча спільнота бегінок, релігійних жінок, які бажали служити Господу, але не приймати монаший сан, та будівлі, в яких така спільнота жила. Існувало два типи бегінажу: маленькі, неформальні, часто бідні спільноти, які виникали у Європі з XII ст., та значно більші та більш стабільні спільноти, які виникли у регіоні Нижніх країн в перших декадах XIII ст. (власне бегінгофи). В середині XIII ст. французький король Людовик IX Святий заснував бегінаж в Парижі, моделлю якому слугували дворові бегінажі Низьких країн.

## Опис
Бегінажі утворювалися в містах. Маленькі бегінажі як правило були одним будинком, в якому жінки жили разом. Великі дворові бегінажі (бегінгофи) як правило складалися з одного або більше дворів, оточених маленькими будинками бегінок, а також церкви чи каплиці, лікарняного корпусу, ряду будівель спільного користування, та часто великим будинком голови спільноти, де також були приміщення для спільних зібрань. На щипцях будинків бегінок часто можна побачити релігійні цитати, зображення святих чи Мадонни або імена святих покровителей мешканок. У дворі часто облаштовували міні-парк з квітниками та зеленими насадженнями.
З XII по XVIII ст. кожне досить велике місто Низьких країн мало принаймні один дворовий бегінаж. Ці бегінажі були оточені мурами, каналами (або стінами будинків) і відділені від міста декількома воротами, що закривалися на ніч. Вдень бегінки могли виходити і заходити за бажанням. Бегінки в дворових бегінажах могли бути з різних соціальних класів, хоча бідним дозволяли там оселитися лише якщо у них був багатий меценат, який міг покрити їх потреби.
Поява та розвиток бегінажів пов'язується з переважанням жінок у середньовічних містах. Але в останні десятиріччя думки дослідників щодо мотивації жінок у приєднанні до бегінажу значно змінилися. Раніше історики, наприклад бельгієць Анрі Піренн, вважали, що «надлишок» жінок був спричинений втратами чоловіків у війнах, однак зараз ця теорія вважається спростованою. Праця John Hajnal продемонструвала, що, на більшій частині Європи, весілля відбувались пізніше і рідше, ніж вважалось, і історики висунули теорію, що самотні жінки переміщувались до міст, які виникали в ті часи, оскільки там можна було отримати роботу. Волтер Сіммонс продемонстрував, як маленькі бегінажі задовольняли соціо-економічні потреби таких жінок додатково до надання їм можливості вести релігійне життя з особистою незалежністю, яку жінці тоді важко було отримати.
Всі бегінажі (у сенсі спільноти) по черзі закрилися в XIX–XX ст., і оскільки спільноти бегінок більше не існує (остання — Марселла Паттін померла в квітні 2013 року в Кортрейку), сьогодні в бегінажах часто живуть літні люди, митці чи студенти. Маленькі бегінажі при цьому як правило реставруються та модернізуються. Бегінаж в Брюгге з 1927 року є монастирем сестер-бенедиктинок.

## Бельгійські бегінажі
З 26 фламандських бегінажів, що збереглися до нашого часу (з 80), до Світової спадщини ЮНЕСКО з 1998 року включені бегінажі таких міст:
| Місто        | Назва                                                                                                | Фото |
| ------------ | --- | ---- |
| Брюгге       | Тен Вейнгарде                                                                                        |      |
| Дендермонде  | Сінт-Алексіус                                                                                        |      |
| Діст         | |      |
| Гент:        | Старий Св. Єлизавети, Новий Св. Єлизавети в Сінт-Амандсберг та маленький бегінаж Діви Марії Тер Хоєн |      |
| Антверпен    | Хоогстгратен                                                                                         |      |
| Кортрейк     | |      |
| Лір          | |      |
| Левен:       | Гранд-Бегінаж, Левенський та малий                                                                   |      |
| Мехелен      | великий та малий                                                                                     |      |
| Сінт-Трейден | |      |
| Тонгерен     | |      |
| Тунхоут      | |      |

## Бегінажі інших країн

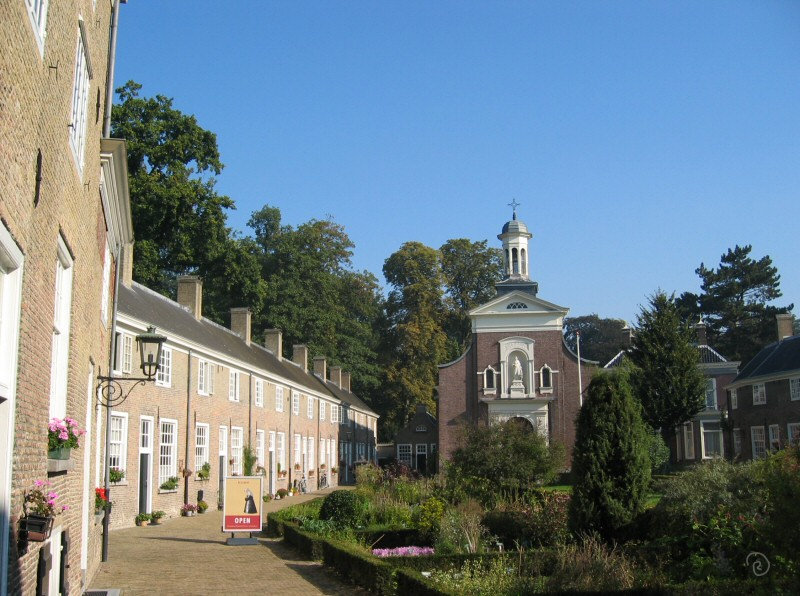
Дворовий бегінаж Бреди (Нідерланди)

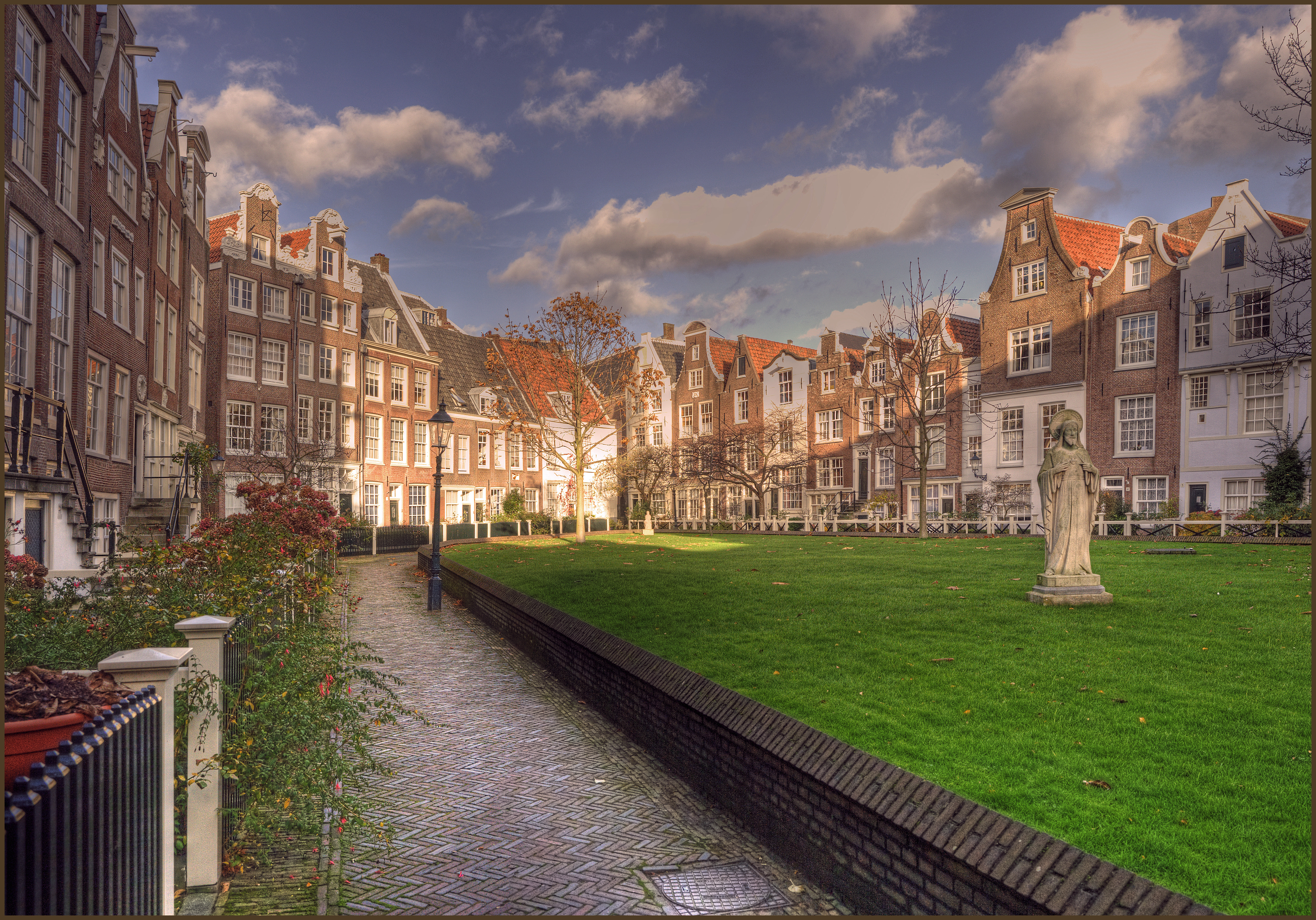
Бегінхоф в Амстердамі

Збереглися бегінажі і у таких містах поза Бельгією:
- Амстердам, Нідерланди
- Утрехт, Нідерланди
- Бреда, Нідерланди
- Камбре, Франція: Бегінаж Св. Ведаста
- Норвіч, Англія: Доми Елм-Гілл,
- Париж, Франція
- Ганновер, Німеччина
- Дайлінґгофен, передмістя Гамера, Німеччина

Бегінаж в Амстердамі був заснований 1346 року і сьогодні налічує 47 жилих будівель довкола внутрішнього двору, які переважно збудовані у XVIII ст. після пожежі, яку пережив лише один будинок, збудований 1470 р.. Цей будинок є одним з найстаріших в Нідерландах. Бегінки жили в цьому бегінажі до 1971 року.
У Франції дворових бегінажів не збереглося.